# 长途冠码

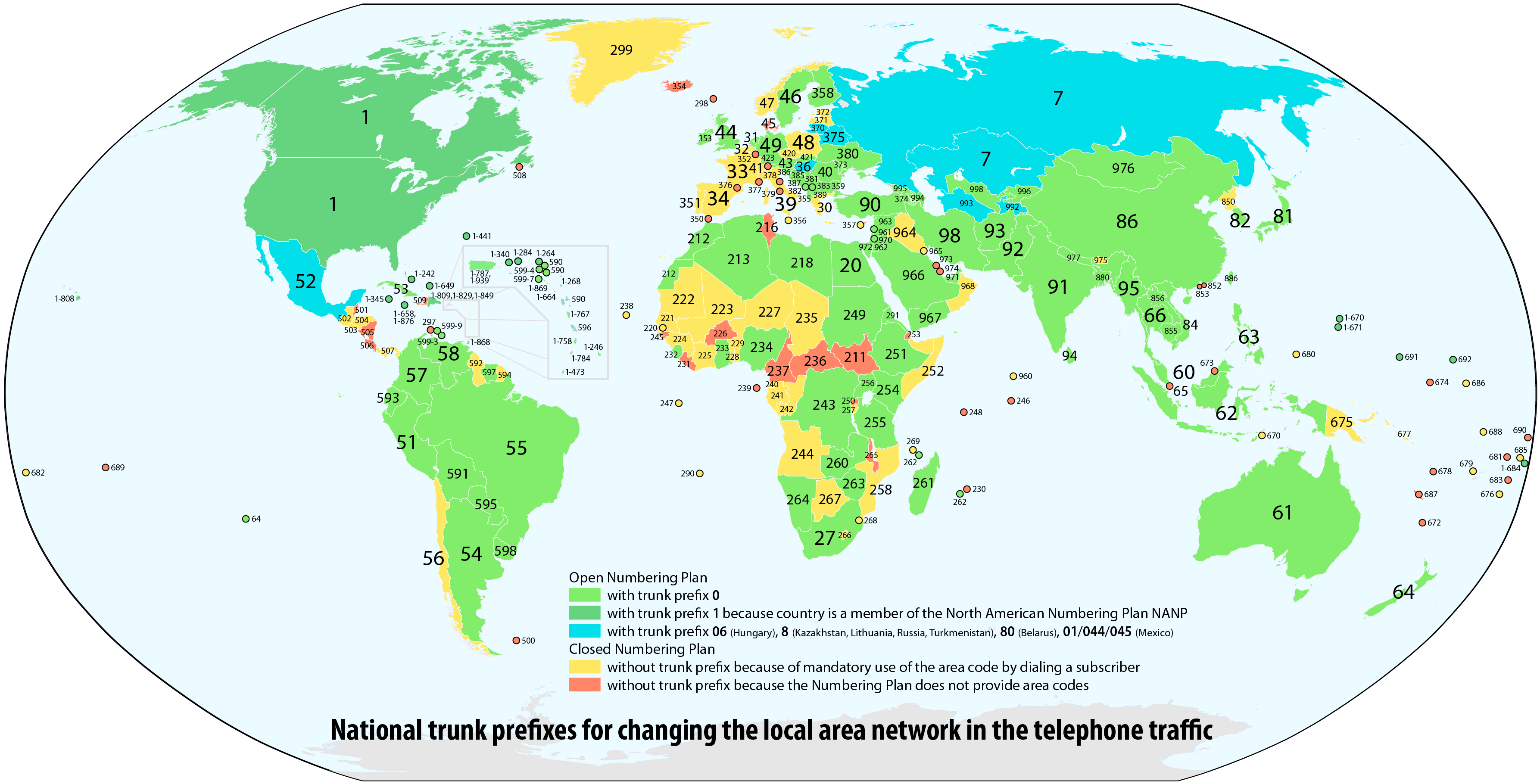

长途冠码（英語：trunk prefix），或长途字冠，是指拨打电话时，用于选择电话合适的电话路由的前缀数字码。拨打长途电话时，通常需要在号码前加拨长途冠码。

## 例子
中华人民共和国工业和信息化部的举报电话为 010-68205294，它的构成是：
- 0 - 长途冠码
- 10 - 北京市区号
- 68205294 - 实际号码

使用北京的电话拨打这个号码，只需要输入68205294，而使用非北京的号码拨打，则需要输入01068205294。
长途冠码只在拨打国内长途时使用。如使用非中国大陆的电话拨打这个号码，应拨打+861068205294，不需要长途冠码0。

## 引用来源
1. ↑  .   [2018-05-10]. （原始内容存档于2020-10-23）.